# Mora County
Mora County ist ein County im Nordwesten des Bundesstaates New Mexico der Vereinigten Staaten. Das County hat 4.881 Einwohner. Der Verwaltungssitz (County Seat) ist Mora.

## Geographie
Das County hat eine Fläche von 5008 Quadratkilometern; davon sind 6 Quadratkilometer Wasserflächen. Der Truchas Peak ist mit 3993 m der höchste Berg des Countys. Das County grenzt in New Mexico im Uhrzeigersinn an die Countys: Colfax County, Harding County, San Miguel County, Santa Fe County, Rio Arriba County und Taos County.

## Geschichte
Im County liegt ein National Monument, das Fort Union National Monument. Zwei Orte haben den Status einer National Historic Landmark, der Historic District Watrous (La Junta) und der Wagon Mound. 25 Bauwerke und Stätten des Countys sind insgesamt im National Register of Historic Places eingetragen (Stand 16. Februar 2018).

## Demografische Daten

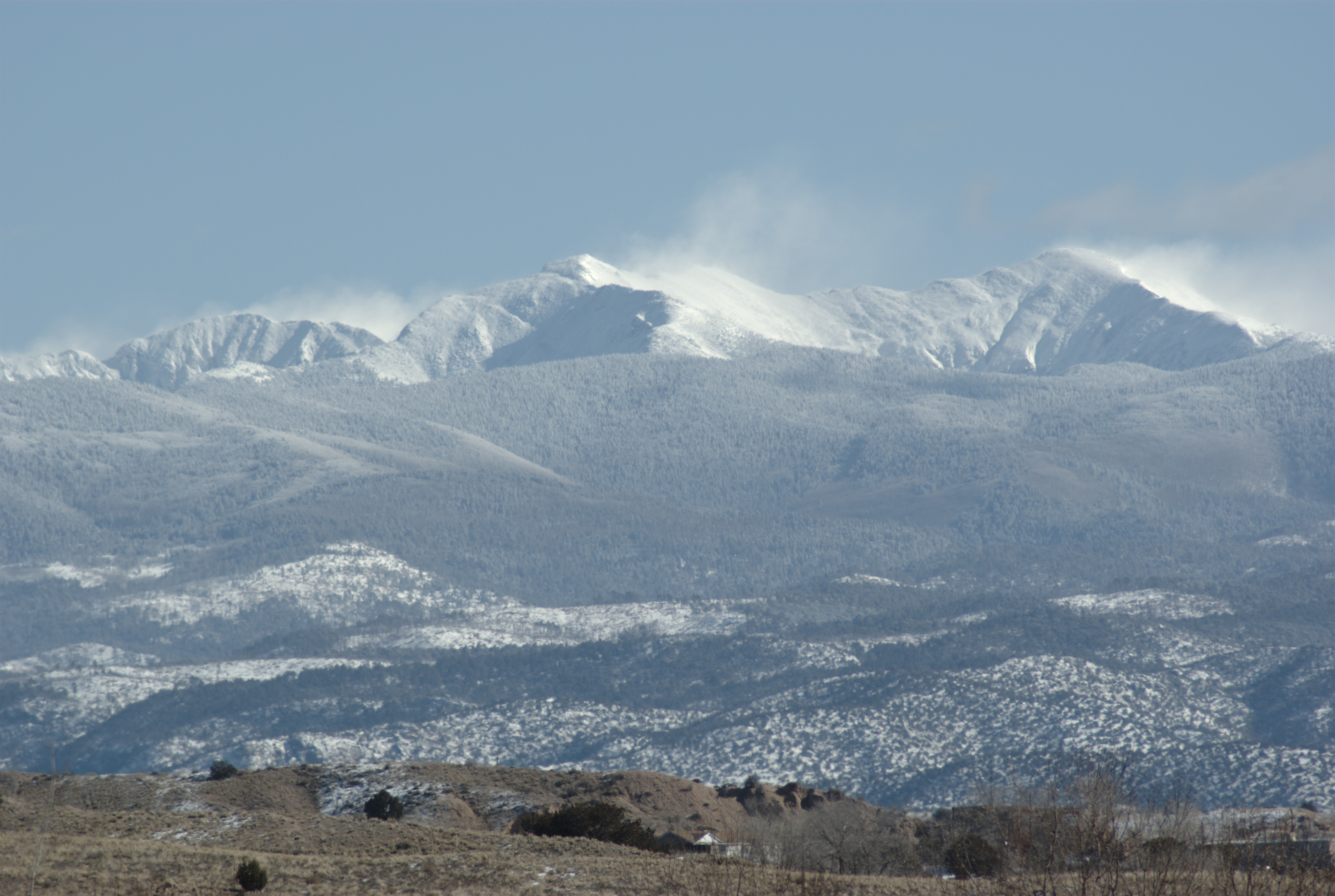
Der Truchas Peak im Winter

Nach der Volkszählung im Jahr 2000 lebten im County 5.180 Menschen. Es gab 2.017 Haushalte und 1.397 Familien. Die Bevölkerungsdichte betrug 1 Einwohner pro Quadratkilometer. Ethnisch betrachtet setzte sich die Bevölkerung zusammen aus 58,88 % Weißen, 0,10 % Afroamerikanern, 1,14 % amerikanischen Ureinwohnern, 0,12 % Asiaten, 0,00 % Bewohnern aus dem pazifischen Inselraum und 36,97 % aus anderen ethnischen Gruppen; 2,80 % stammten von zwei oder mehr ethnischen Gruppen ab. 81,64 % der Bevölkerung waren spanischer oder lateinamerikanischer Abstammung.
Von den 2.017 Haushalten hatten 31,20 % Kinder und Jugendliche unter 18 Jahre, die bei ihnen lebten. 50,50 % waren verheiratete, zusammenlebende Paare, 11,90 % waren allein erziehende Mütter. 30,70 % waren keine Familien. 26,90 % waren Singlehaushalte und in 10,60 % lebten Menschen im Alter von 65 Jahren oder darüber. Die Durchschnittshaushaltsgröße betrug 2,54 und die durchschnittliche Familiengröße lag bei 3,08 Personen.
Auf das gesamte County bezogen setzte sich die Bevölkerung zusammen aus 26,70 % Einwohnern unter 18 Jahren, 7,50 % zwischen 18 und 24 Jahren, 24,30 % zwischen 25 und 44 Jahren, 26,10 % zwischen 45 und 64 Jahren und 15,40 % waren 65 Jahre alt oder darüber. Das Durchschnittsalter betrug 40 Jahre. Auf 100 weibliche Personen kamen 102,00 männliche Personen, auf 100 Frauen im Alter ab 18 Jahren kamen statistisch 100,20 Männer.

Das jährliche Durchschnittseinkommen eines Haushalts betrug 24.518 USD, das Durchschnittseinkommen der Familien betrug 27.648 USD. Männer hatten ein Durchschnittseinkommen von 24.483 USD, Frauen 18.000 USD. Das Prokopfeinkommen betrug 12.340 USD. 25,40 % der Bevölkerung und 20,90 % der Familien lebten unterhalb der Armutsgrenze. 25,90 % davon waren unter 18 Jahre und 18,40 % waren 65 Jahre oder älter.

## Orte im Mora County
Im Mora County liegt eine Gemeinde, die den Status einer Village besitzt. Zu Statistikzwecken führt das U.S. Census Bureau zwei Census-designated places, die dem County unterstellt sind und keine Selbstverwaltung besitzen. Diese sind wie die Unincorporated Communities gemeindefreies Gebiet.
Villages
| - Wagon Mound |

Census-designated places (CDP)
| - Mora - Watrous |

andere Unincorporated Communities
| - Buena Vista - Canoncito - Chacon - Cleveland | - Golondrinas - Guadalupita - Holman - La Cueva | - Ocate - Ojo Feliz - Rainsville - Valmora |